# Gérard II de Culemborg
Gérard II de Culemborg, (en néerl. Gerard II van Culembord également connu sous le nom de Gerrit II van Culemborg; c. 1415 - Culemborg, 9 mars 1480), était seigneur de Culemborg, Ewijk, Werth (nl), Everdingen, Goilberdingen, Tull, Honswijk et par achat en 1461, seigneur de Lienden. Il est également devenu ambtsman de Buren par mariage.

## Ébauche biographique
Il était le fils de Jean II de Culemborg et Aleida van Götterswick, une fille d'Arnold III van Götterswick. Gérard II s'est marié le 13 février 1441 avec Elisabeth de Buren, dame d'Ewijk et de Buren (vers 1418 - 25 mars 1451), fille de Johan van Buren. Il est fort possible qu'Elisabeth ait été mariée à Gérard, car Johan van Buren et le père de Gérard, Jean II de Culemborg se sont affrontés dans un différend avec les évêques Zweder de Culemborg et Rodolphe de Diepholt. Plus tard, il y eut une réconciliation par un mariage pour sceller cet accord, ce qui était de tradition au Moyen Âge. Ensemble, ils ont eu au moins un fils Gaspar de Culemborg et une fille Aleida van Culemborg (1445-1471).
Gérard portait une grande attention envers les citoyens pauvres et handicapés et il a donc fondé en 1455, un «pot pour pauvre» comme une allocation supplémentaire destinée aux moins fortunés des habitants.